# Liste des villes d'Océanie par population
 (décembre 2021).
La mise en forme du texte ne suit pas les recommandations de Wikipédia : il faut le « wikifier ».
Les points d'amélioration suivants sont les cas les plus fréquents. Le détail des points à revoir est peut-être précisé sur la page de discussion.
- Les titres sont pré-formatés par le logiciel. Ils ne sont ni en capitales, ni en gras.
- Le texte ne doit pas être écrit en capitales (les noms de famille non plus), ni en gras, ni en italique, ni en « petit »…
- Le gras n'est utilisé que pour surligner le titre de l'article dans l'introduction, une seule fois.
- L'italique est rarement utilisé : mots en langue étrangère, titres d'œuvres, noms de bateaux, etc.
- Les citations ne sont pas en italique mais en corps de texte normal. Elles sont entourées par des guillemets français : « et ».
- Les listes à puces sont à éviter, des paragraphes rédigés étant largement préférés. Les tableaux sont à réserver à la présentation de données structurées (résultats, etc.).
- Les appels de note de bas de page (petits chiffres en exposant, introduits par l'outil «  Source ») sont à placer entre la fin de phrase et le point final[comme ça].
- Les liens internes (vers d'autres articles de Wikipédia) sont à choisir avec parcimonie. Créez des liens vers des articles approfondissant le sujet. Les termes génériques sans rapport avec le sujet sont à éviter, ainsi que les répétitions de liens vers un même terme.
- Les liens externes sont à placer uniquement dans une section « Liens externes », à la fin de l'article. Ces liens sont à choisir avec parcimonie suivant les règles définies. Si un lien sert de source à l'article, son insertion dans le texte est à faire par les notes de bas de page.
- La présentation des références doit suivre les conventions bibliographiques. Il est recommandé d'utiliser les modèles {{Ouvrage}}, {{Chapitre}}, {{Article}}, {{Lien web}} et/ou {{Bibliographie}}. Le mode d'édition visuel peut mettre en forme automatiquement les références.
- Insérer une infobox (cadre d'informations à droite) n'est pas obligatoire pour parachever la mise en page.

Pour une aide détaillée, merci de consulter Aide:Wikification.
Si vous pensez que ces points ont été résolus, vous pouvez retirer ce bandeau et améliorer la mise en forme d'un autre article.
 (décembre 2021).
Ceci est une liste des zones urbaines d'Océanie (l'Australie  incluse) avec une population de plus de 80 000 habitants. Les capitales et les territoriales des pays sont indiquées en caractères gras.
| Ville               | Pays                      | Zone urbaine | Notes                                                                  | Image |
| ------------------- | ------------------------- | ------------ | ---------------------------------------------------------------------- | ----- |
| Sydney              | Australie                 | 5,367,206    | Zone Urban Importante, Juin 2019                                       |       |
| Melbourne           | Australie                 | 4,893,870    | Zone Urban Importante, Juin 2019                                       |       |
| Brisbane            | Australie                 | 2,430,180    | Zone Urban Importante, Juin 2019                                       |       |
| Perth               | Australie                 | 2,045,479    | Zone Urban Importante, Juin 2019                                       |       |
| Auckland            | Nouvelle-Zélande          | 1,715,600    | Population résidente provisoire des zones urbaines                     |       |
| Adelaide            | Australie                 | 1,340,794    | Zone Urban Importante, Juin 2019                                       |       |
| Gold Coast          | Australie                 | 693,671      | Zone Urban Importante, Juin 2019                                       |       |
| Newcastle–Maitland  | Australie                 | 491,474      | Zone Urban Importante, Juin 2019                                       |       |
| Canberra–Queanbeyan | Australie                 | 462,136      | Zone Urban Importante, Juin 2019                                       |       |
| Christchurch        | Nouvelle-Zélande          | 392,100      | Population résidente provisoire de la zone urbaine, juin 2021          |       |
| Honolulu            | États-Unis                | 390,738      | Census county division, estimation 2017                                |       |
| Port Moresby        | Papouasie-Nouvelle-Guinée | 364,145      | Recensement national 2011                                              |       |
| Sunshine Coast      | Australie                 | 341,069      | Zone Urban Importante, Juin 2019                                       |       |
| Central Coast       | Australie                 | 335,470      | Zone Urban Importante, Juin 2019                                       |       |
| Wollongong          | Australie                 | 306,034      | Zone Urban Importante, Juin 2019                                       |       |
| Geelong             | Australie                 | 275,794      | Zone Urban Importante, Juin 2019                                       |       |
| Wellington          | Nouvelle-Zélande          | 217,000      | Population résidente provisoire de la zone urbaine en Nouvelle-Zélande |       |
| Hobart              | Australie                 | 216,682      | Zone Urban Importante, Juin 2019                                       |       |
| Townsville          | Australie                 | 181,668      | Zone Urban Importante, Juin 2019                                       |       |
| Nouméa              | Nouvelle-Calédonie        | 179,509      | Zone métropolitaine. Recensement national, août 2014                   |       |
| Hamilton            | Nouvelle-Zélande          | 178,500      | Population résidente provisoire de la zone urbaine en Nouvelle-Zélande |       |
| Tauranga            | Nouvelle-Zélande          | 155,200      | Population résidente provisoire de la zone urbaine en Nouvelle-Zélande |       |
| Cairns              | Australie                 | 153,951      | Zone Urban Importante, Juin 2019                                       |       |
| Toowoomba           | Australie                 | 138,223      | Zone Urban Importante, Juin 2019                                       |       |
| Papeete             | Tahiti                    | 136,771      | Zone urbaine. Recensement national, août 2017                          |       |
| Darwin              | Australie                 | 133,331      | Zone Urban Importante, Juin 2019                                       |       |
| Dunedin             | Nouvelle-Zélande          | 133,300      | Population résidente provisoire de la zone urbaine en Nouvelle-Zélande |       |
| Lower Hutt          | Nouvelle-Zélande          | 111,800      | Population résidente provisoire de la zone urbaine en Nouvelle-Zélande |       |
| Ballarat            | Australie                 | 107,652      | Zone Urban Importante, Juin 2019                                       |       |
| Bendigo             | Australie                 | 100,991      | Zone Urban Importante, Juin 2019                                       |       |
| Lae                 | Papouasie-Nouvelle-Guinée | 100,677      | Recensement national 2011                                              |       |
| Albury–Wodonga      | Australie                 | 94,837       | Zone Urban Importante, Juin 2019                                       |       |
| Palmerston North    | Nouvelle-Zélande          | 90,500       | Population résidente provisoire de la zone urbaine en Nouvelle-Zélande |       |
| Launceston          | Australie                 | 88,178       | Zone Urban Importante, Juin 2019                                       |       |
| Suva                | Fidji                     | 87,000       | Recensement national 2019                                              |       |
| Honiara             | Îles Salomon              | 84,520       | Recensement national2017                                               |       |
| Mackay              | Australie                 | 80,264       | Zone Urban Importante, Juin 2019                                       |       |